# Animals
Animals là album phòng thu thứ mười của ban nhạc progressive rock người Anh Pink Floyd, phát hành vào tháng 1 năm 1977. Đây là một album chủ đề, nó phê bình gay gắt tình hình chính trị-xã hội của nước Anh cuối thập kỷ 1970, và cho thấy sự thay đổi phong cách của ban nhạc so với những tác phẩm trước đó. Animals được thu âm tại phòng thu của ban nhạc là Britannia Row, tại London, phần sản xuất của album cho thấy những dấu hiệu đầu tiên của sự xích mích trong ban nhạc mà nhiều năm sau đạt cực điểm khi tay keyboard Richard Wright rời nhóm. Bìa album, một con lợn bay giữa hai ống khói Nhà máy điện Battersea, được thai nghén bởi Roger Waters (bass, hát), và chụp bởi nhóm cộng tác viên lâu năm Hipgnosis.
Album nhận được đánh giá tương đối tích cực tại Vương quốc Anh, tại đây nó cũng đạt vị trí số 2 trên bảng xếp hạng. Animals cũng giành được thành công tại Hoa Kỳ, đạt vị trí số 3 trên Billboard 200, và mặc dù chỉ nằm trong bảng xếp hạng này 6 tháng, lượng bán hàng đều đặn giúp album được RIAA chứng nhận bốn đĩa bạch kim. Kích thước khán đài của ban nhạc trong tour In the Flesh, và sự việc Waters khạc nhổ vào một người hâm mộ, đã thúc đẩy sự hình thành album sau đó, The Wall.

## Bối cảnh
Năm 1975, Pink Floyd mua một gian 3 tầng trong hội trường nhà thờ ở số 35 Britannia Row ở Islington, bắc London, và họ biến nơi đó thành chỗ thu âm. Việc tái xây dựng chiếm hầu hết 1975, và vào tháng 7 năm 1976 ban nhạc bắt đầu làm việc cho album thứ mười, Animals.

## Chủ đề
Animals là đứa con đẻ của Waters. Một phần được dựa trên tác phẩm Trại súc vật của George Orwell, lời bài hát của album mô tả các tầng lớp của xã hội như các loài động vật khác nhau: con chó hiếu chiến, con lợn chuyên quyền tàn bạo, con cừu "ngu ngốc và cả tin mù quáng". Tuy tập truyện tập trung vào chủ nghĩa Stalin, album lại phê phán chủ nghĩa tư bản và không đồng ý với việc con cừu cuối cùng đánh thắng con chó. Album được phát triển từ một tập hợp các bài hát không liên quan, theo tác giả Glenn Povey, "mô tả một xã hội rõ ràng và sự mục nát đạo đức của nó".
Ngoài sự phê phán xã hội, album cũng là lời đáp cho làn sóng punk rock, phát triển để phản lại xã hội và điều kiện chính trị đương thời, và cũng phản ứng lại sự thỏa mãn chung và sự hoài niệm thường xuất hiện trong giới rock. Pink Floyd rõ ràng là một mục tiêu để các nghệ sĩ punk công kích, nổi bật là Johnny Rotten (Sex Pistols), người mang một cái T-shirt Pink Floyd với từ "Tôi ghét" được viết thêm. Tay trống Nick Mason sau đó phát biểu rằng ông chào đón "sự nổi dậy của Punk Rock" và xem đó là sự trở lại của giới nhạc nhạc ngầm mà từ đó Pink Floyd phát triển. Năm 1977, Mason sản xuất album thứ hai của The Damned là Music for Pleasure, tại Britannia Row.
Trong quyển sách Comfortably Numb năm 2008, tác giả Mark Blake cho rằng "Dogs" có một trong những tác phẩm hay nhất của David Gilmour; mặc dù Gilmour chỉ hát một bài trong album, màn biểu diễn của ông là "sự bùng nổ". "Dogs" có sự đóng góp quan trọng của tay keyboard Richard Wright, dùng những tiếng synth buồn thảm được hồi âm, kỹ thuật này từng được dùng trong album trước, Wish You Were Here. "Pigs (Three Different Ones)" có nét tương tự "Have a Cigar", tràn đầy tiếng guitar đậm chất blue và dòng bass công phu. Trong ba con lợn của bài hát, con duy nhất được nhắc đến trực tiếp là Mary Whitehouse. "Sheep" gồm một phiên bản được biến đổi của Psalm 23, tiếp diễn cái "Chúa Tể của tôi là người chăn cừu" với những từ ngữ như "ông ta muốn treo tôi trên cái móc ở nơi cao và biến tôi thành món côtlet" (nói đến con cừu trên tiêu đề). Gần cuối bài hát, con cừu nổi dậy và giết con chó, nhưng sau đó lại trở về nhà của chúng. Album mở đầu và kết thúc bằng hai nửa "Pigs on the Wing", một bản tình ca đơn giản le lói hy vọng trái ngược với sự giận dữ trong ba bài hát còn lại của album. Hai nửa của bài hát được ảnh hưởng nặng bởi mối quan hệ với người bạn gái khi đó của Waters.

## Thu âm
Cộng tác viên trước đó của ban nhạc, Brian Humphries, là người điều chỉnh kỹ thuật cho Animals, việc thu âm diễn ra tại Britannia Row từ tháng 4-tháng 12 năm 1976, và tiếp tục vào đầu năm 1977. "Raving and Drooling" và "You've Got to Be Crazy", hai bài hát từng được biểu diễn trực tiếp trước đó và xem xét cho vào Wish You Were Here, trở thành "Sheep" và "Dogs". Chúng được tái dựng để phù hợp với chủ đề của Animals, và kết hợp với một sáng tác của Waters là "Pigs (Three Different Ones)". Trừ "Dogs" (đồng sáng tác với Gilmour) toàn album được sáng tác bởi Waters. "Dogs" nhắc đến một số nét trong đời tư của Waters. Khi đó, đứa con đầu lòng của Gilmour mới được sinh ra, nên càng về sau ông càng có ít đóng góp cho album. Tương tự, không ai trong Mason và Wright đóng góp nhiều bằng cách album trước.
– David Gilmour, Mojo (2008)
Ban nhạc bàn luận về việc thuê một tay guitar nữa cho các tour diễn tương lai, và do đó Snowy White được mời. Khi Waters và Mason tình cờ xóa mất một đoạn guitar solo hoàn chỉnh của Gilmour, White được chọn chơi solo trong "Pigs on the Wing". Dù đoạn solo của White bị loại bỏ khỏi đĩa nhựa, nó xuất hiện trong phiên bản 8-track tape. White sau đó còn biểu diễn trong tour Animals. Mason phát biểu rằng ông thích làm Animals hơn làm Wish You Were Here.

## Bìa đĩa

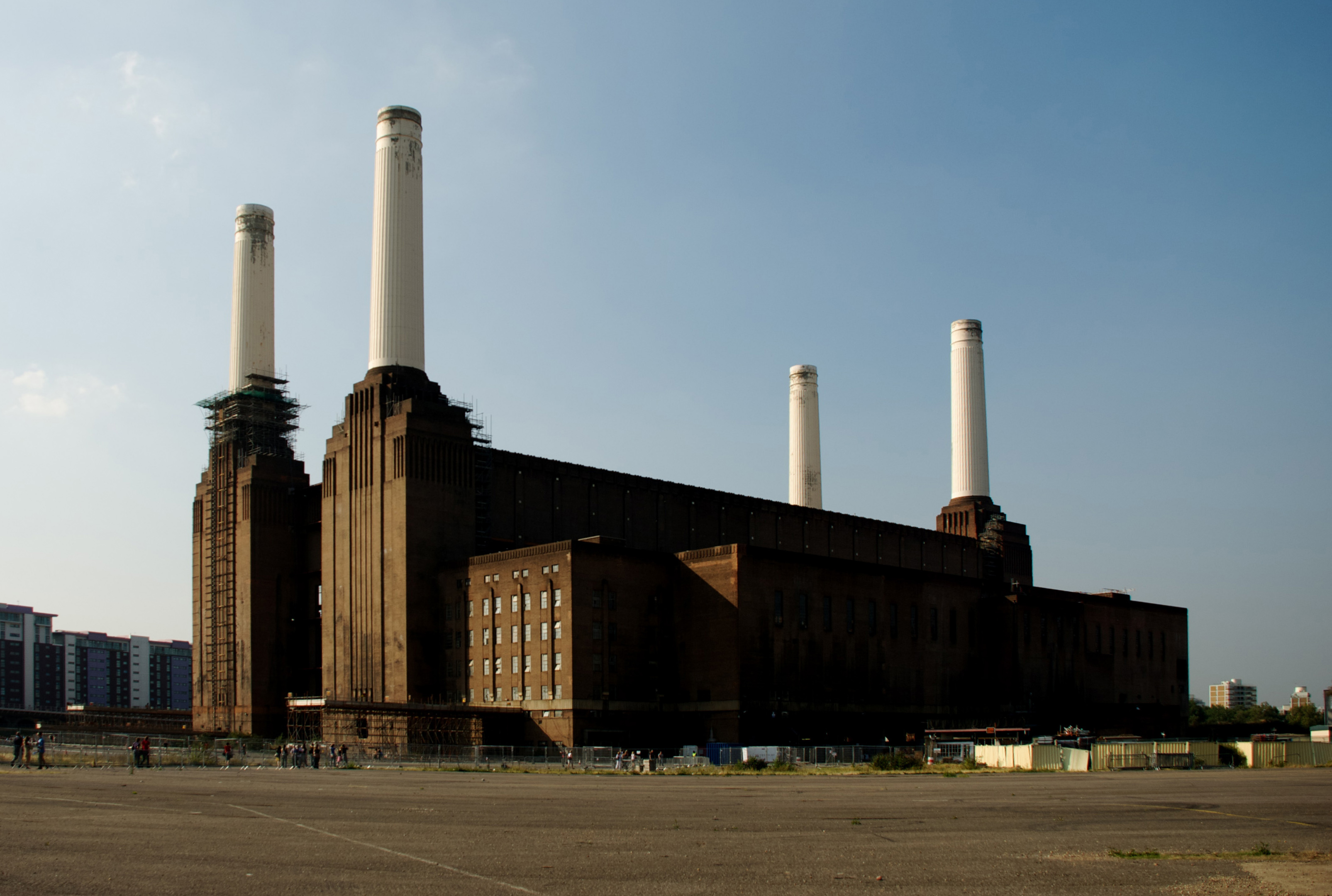
Nhà máy điện Battersea là chủ đề của bìa đĩa.

Khi album đã hoàn thành, việc tiếp theo là bìa đĩa của nó. Hipgnosis, nhóm thiết kế bìa cho các album trước của Pink Floyd, đặt ra ba ý tưởng, một trong số đó là một trước trẻ nhỏ đi đến phòng bố mẹ và thấy họ làm tình: "giao phối, như động vật vậy!" Bìa đĩa cuối cùng lại được thiết kế bởi Waters. Vào thời gian đó, ông đang sống gần Clapham Common, và thường đi ngang qua Nhà máy điện Battersea khi mà nó đang ở cuối quảng đời hữu dụng của nó. Ban nhạc chọn Ballon Fabrik  và nghệ sĩ người Úc Jeffrey Shaw làm một quả bóng hình con lợn 30 foot (9,1 m) (tên Algie). Quả bong bóng được bơm heli và thả vào đúng vị trí ngày 2 tháng 12, với một xạ thủ sẵn sàng bắn hạ khi quả bóng bay đi. Không may, thời tiết xấu khiến công việc phải dời lại, và người quản lý của ban nhạc là Steve O'Rourke không muốn mời người xạ thủ lần nữa; quả bóng đứt dây và bay mất. Nó cuối cùng đáp xuống Kent và được phát hiện bởi một nông dân, ông ta giận dữ vì quả bóng "làm bò của ông sợ". Quả bóng được mang về và quay trong ba ngày tiếp theo, nhưng vì những bức hình đầu tiên của nhà máy điện Battersea đẹp hơn, nên hình của con lợn được thêm vào một trong số đó.

## Danh sách bài hát
Tất cả lời bài hát được viết bởi Roger Waters.
| Mặt một          | Mặt một              | Mặt một          | Mặt một          | Mặt một    |
| STT              | Nhan đề              | Phổ nhạc         | Hát chính        | Thời lượng |
| ---------------- | -------------------- | ---------------- | ---------------- | ---------- |
| 1.               | "Pigs on the Wing 1" | Waters           | Waters           | 1:25       |
| 2.               | "Dogs"               | Waters, Gilmour  | Gilmour, Waters  | 17:03      |
| Tổng thời lượng: | Tổng thời lượng:     | Tổng thời lượng: | Tổng thời lượng: | 18:28      |

| Mặt hai          | Mặt hai                       | Mặt hai          | Mặt hai          | Mặt hai    |
| STT              | Nhan đề                       | Phổ nhạc         | Hát chính        | Thời lượng |
| ---------------- | ----------------------------- | ---------------- | ---------------- | ---------- |
| 1.               | "Pigs (Three Different Ones)" | Waters           | Waters           | 11:25      |
| 2.               | "Sheep"                       | Waters           | Waters           | 10:25      |
| 3.               | "Pigs on the Wing 2"          | Waters           | Waters           | 1:23       |
| Tổng thời lượng: | Tổng thời lượng:              | Tổng thời lượng: | Tổng thời lượng: | 23:13      |

## Thành phần tham gia
| Pink Floyd - David Gilmour - lead guitar, hát trong "Dogs", guitar bass trong "Pigs (Three Different Ones)" và "Sheep", talkbox trong "Pigs (Three Different Ones)", guitar mộc trong "Dogs", hát nền phụ - Nick Mason - trống, bộ gõ, hiệu ứng tape - Roger Waters - hát chính, guitar mộc trong "Pigs on the Wing", rhythm guitar trong "Pigs (Three Different Ones)" và "Sheep", hiệu ứng tape, vocoder, guitar bass trong "Dogs" - Richard Wright - Hammond organ, piano điện, Minimoog, ARP string synthesizer, piano, clavinet, hát nền trong "Dogs" | Sản xuất - Pink Floyd - Brian Humphries – kỹ thuật - Roger Waters – thiết kế bìa - Storm Thorgerson – thiết kế bìa (kết cấu) - Aubrey Powell – thiết kế bìa (kết cấu), nhiếp ảnh - Nick Mason – đồ họa - Peter Christopherson – nhiếp ảnh - Howard Bartrop – nhiếp ảnh - Nic Tucker – nhiếp ảnh - Bob Ellis – nhiếp ảnh - Rob Brimson – nhiếp ảnh - Colin Jones – nhiếp ảnh - E. R. G. Amsterdam – thiết kế hình con lơn căng phồng |

## Bảng xếp hạng và chứng nhận
| Bảng xếp hạng                       | Vị trí cao nhất |
| ----------------------------------- | --------------- |
| Album Áo (Ö3 Austria)               | 2               |
| Album Hà Lan (Album Top 100)        | 1               |
| Album Pháp (SNEP)                   | 80              |
| Album Đức (Offizielle Top 100)      | 1               |
| Italian Albums (FIMI)               | 79              |
| Album New Zealand (RMNZ)            | 1               |
| Album Na Uy (VG-lista)              | 2               |
| Album Tây Ban Nha (PROMUSICAE)      | 76              |
| Album Thụy Điển (Sverigetopplistan) | 3               |
| Album Thụy Sĩ (Schweizer Hitparade) | 71              |
| UK Albums (OCC)                     | 2               |
| US Billboard 200                    | 3               |

| Quốc gia              | Chứng nhận  |
| --------------------- | ----------- |
| Áo (IFPI Áo)          | Vàng        |
| Canada (Music Canada) | 2× Bạch kim |
| Pháp (SNEP)           | Bạch kim    |
| Đức (BVMI)            | Bạch kim    |
| Ý (FIMI)              | Vàng        |
| Anh Quốc (BPI)        | Vàng        |
| Hoa Kỳ (RIAA)         | 4× Bạch kim |